# Muhir

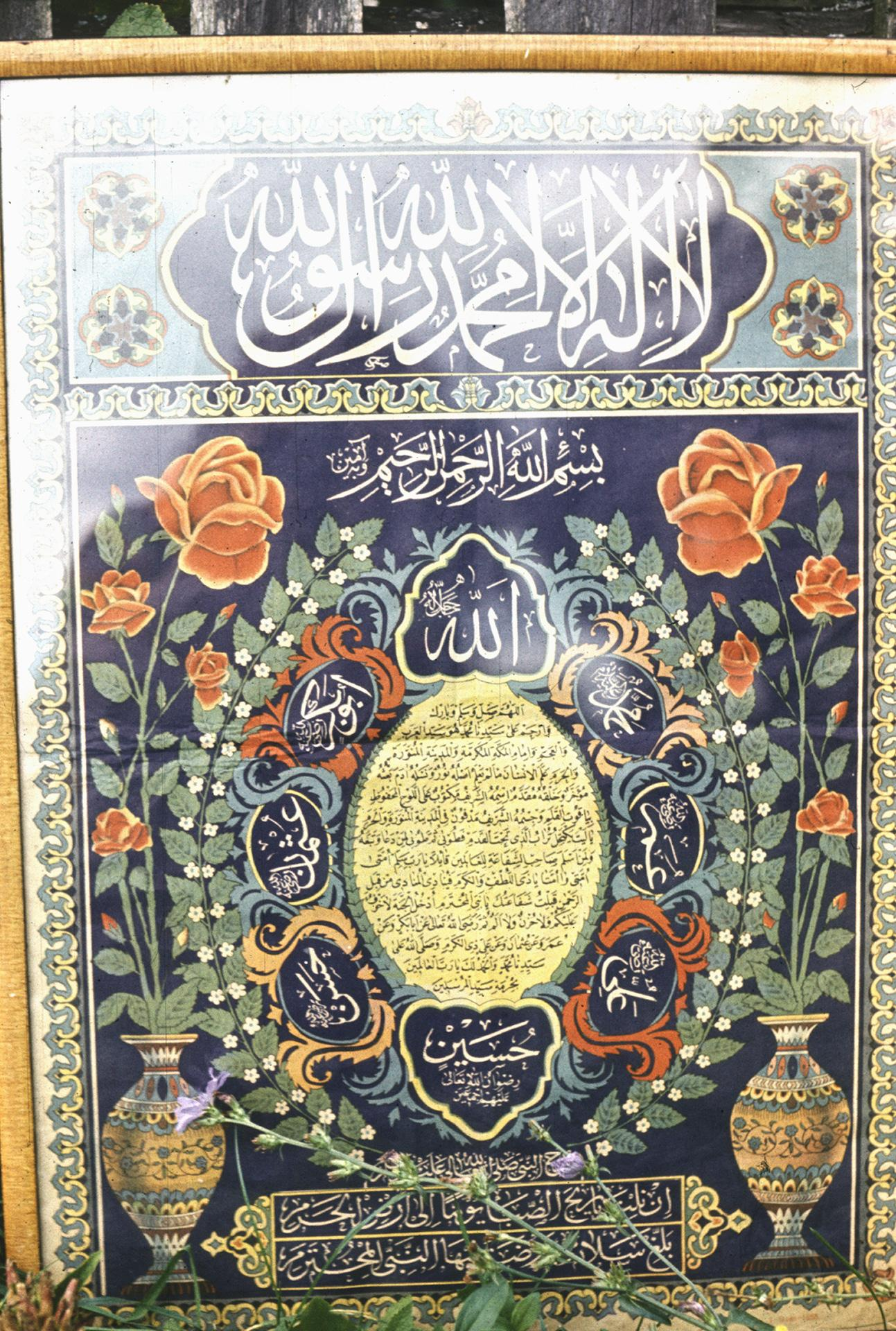
Muhir z Kruszynian.

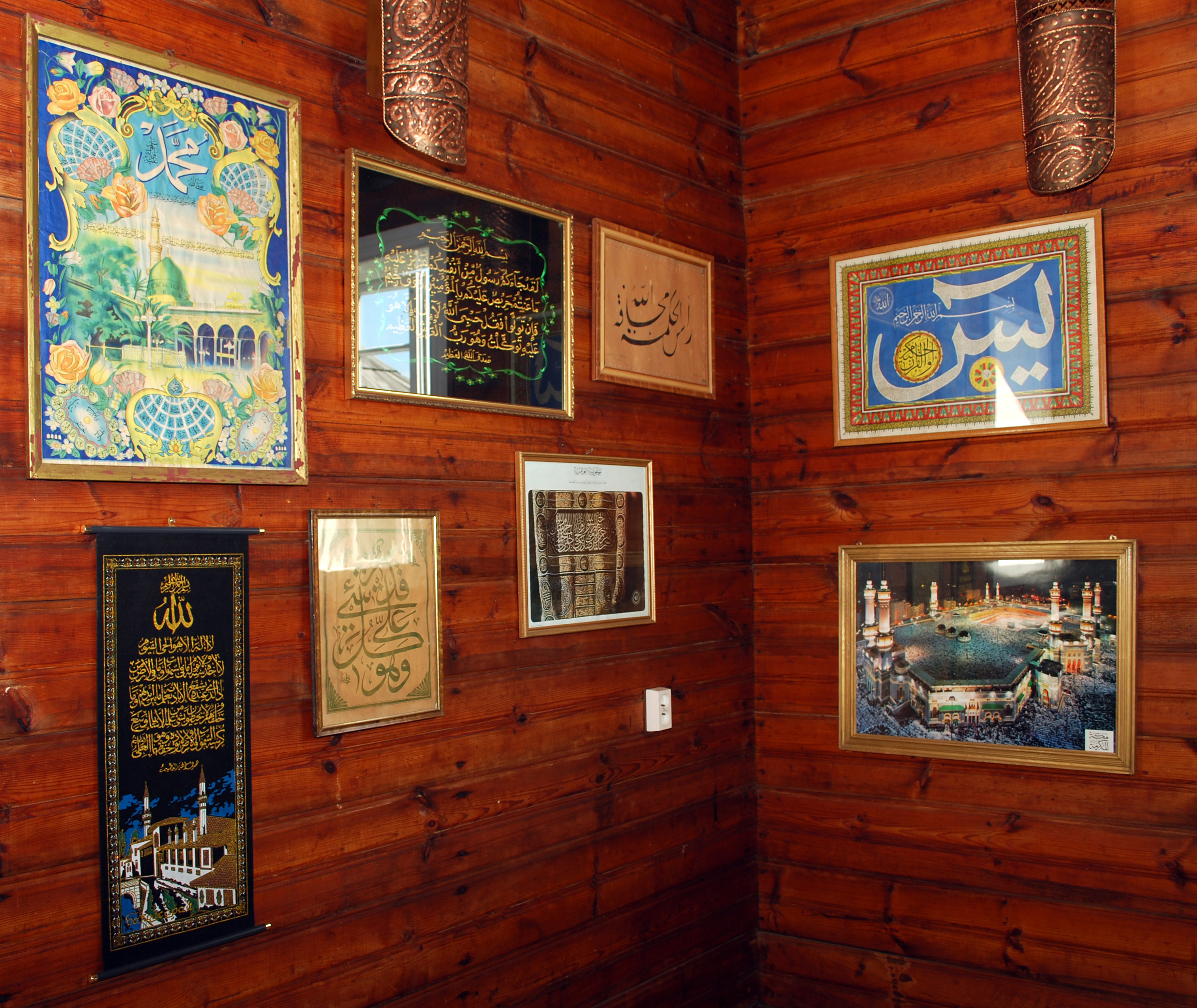
Muhiry na ścianach meczetu w Kruszynianach

Muhir (od arab. muhr – pieczęć) – specyficzne dla kultury polskich i litewskich Tatarów plansze albo tkaniny przedstawiające treści religijne związane z islamem i przeznaczone do wieszania w meczetach lub domach. Mają one także charakter talizmanów chroniących wiernych zgromadzonych w budynku.
Przypuszcza się, że zwyczaj tworzenia muhirów rozwinął się wśród Tatarów litewskich w I poł. XIX w., jednak wśród zachowanych muhirów ze znaną datą powstania najstarsze są z połowy tegoż stulecia. Muhiry zawsze zawierają treść religijną, ale w różnej postaci. Może ona sprowadzać się do samej inskrypcji, najczęściej będącej fragmentem Koranu (często jest to basmala) albo hadisów, szahadą, jednym z imion Allaha lub inwokacją do Boga, ewentualnie Mahometa, ale może być ograniczona tylko do samego obrazu, przeważnie wyobrażającego meczet przedstawiony symbolicznie (np. jako kopuła), albo realistycznie (w takim przypadku są to zwykle ilustracje konkretnych świątyń, bądź z obszaru zamieszkiwanego przez Tatarów litewskich, bądź głównych meczetów islamu). Bardzo często muhiry zawierają zarówno inskrypcję, jak i ilustrację, w różnych proporcjach . W efekcie badacze wydzielają dwa typy muhirów: inskrypcyjne (jedynym lub głównym elementem są napisy) i przedstawieniowe (jedynym lub głównym elementem jest ilustracja). Wyodrębniany jest jeszcze trzeci typ, tzw. muhiry pieczęciowe, gdzie główne elementy stanowią rozety, koła, wielokąty, w które mogą być wpisane modlitwy lub symbole o znaczeniu magicznym. Część z tych figur interpretuje się jako zgeometryzowane wyobrażenia ciał kosmicznych. Ten typ jest najrzadszy.
Niezależnie od podstawowego typu, muhiry często zawierały dodatkowe ornamentacje, np. roślinne i prawie zawsze przed powieszeniem na ścianę są ujmowane w ramę, a ich lico zabezpieczane taflą szkła. Inskrypcje muhirów co do zasady są kaligrafowane i pisane w języku arabskim, czasem z dodaniem tłumaczenia lub komentarza w innym języku – polskim, białoruskim, albo tureckim – przy czym napisy w tych językach mogły być zapisywane alfabetem arabskim.
Muhiry wykonywano na różnych materiałach i różnymi technikami. Częste są muhiry papierowe, kartonowe i szklane, a także haftowane, spotyka się jednak muhiry na podkładzie drewnianym, rzeźbione w drewnie, ryte na metalowej płycie lub tkane. Jeśli inskrypcje i wizerunki są malowane, to przeważnie farbami wodnymi: gwaszem, farbami akwarelowymi, tuszem albo atramentem, w XX i XXI w. stosuje się też kredki i flamastry. Muhiry mogą być także w postaci rysunków. Autorami są zazwyczaj osoby nie będące profesjonalnymi artystami, wśród muhirów o znanej atrybucji około połowy jest dziełem kobiet.
Liczne muhiry są w meczetach w Bohonikach, w Kruszynianach, w Sorok Tatarach na Litwie, ponadto mają je w swoich kolekcjach: Podlaskie Muzeum Kultury Ludowej, Muzeum Ziemi Sokólskiej, Muzeum Podlaskie w Białymstoku, Muzeum Historyczne w Białymstoku. Wybrane motywy z muhirów były kopiowane na nagrobkach tatarskich.